# 1494

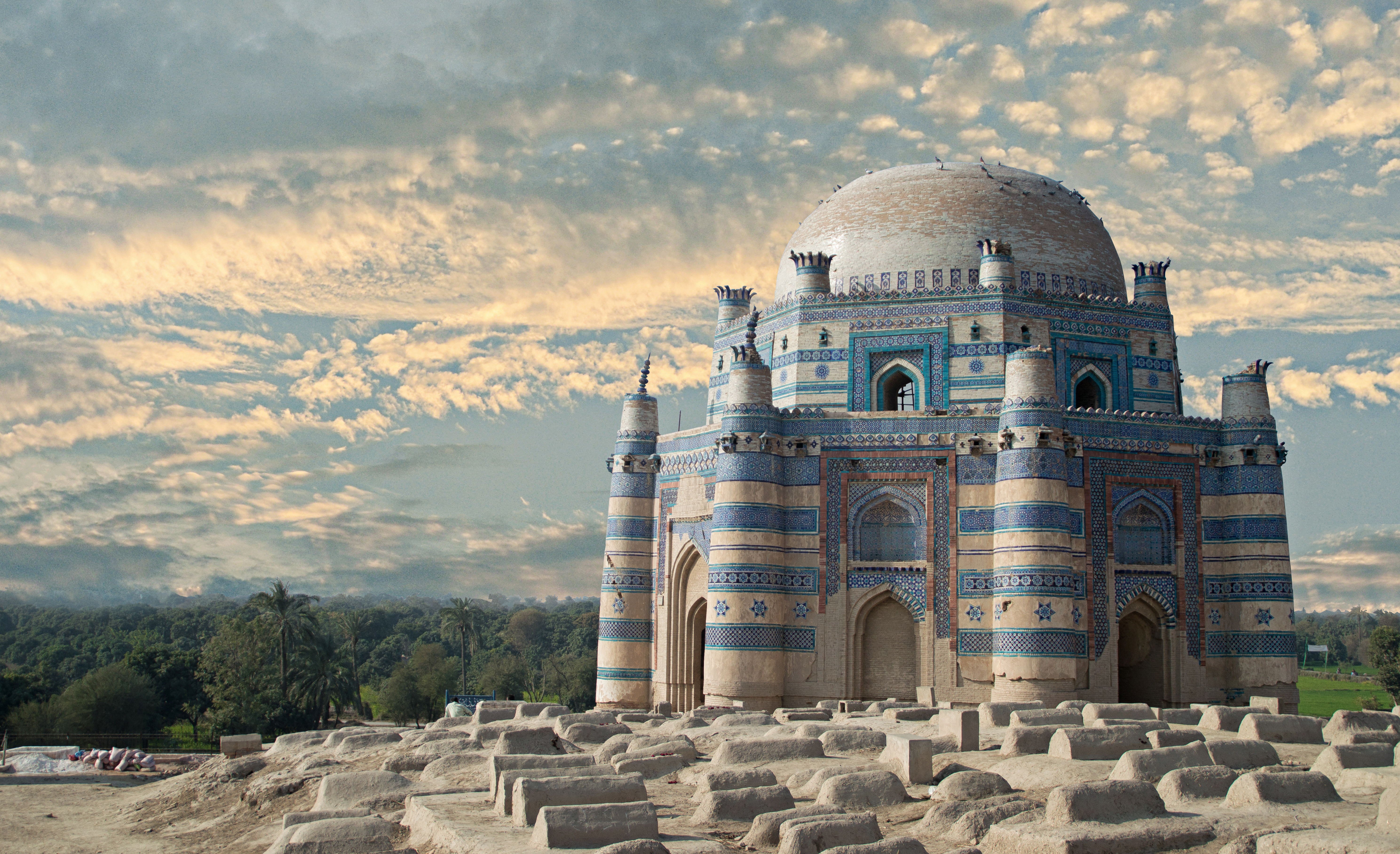
Tombe van Bibi Jawindi, Uch, gebouwd ca. 1494

Het jaar 1494 is het 94e jaar in de 15e eeuw volgens de christelijke jaartelling.

## Gebeurtenissen
januari
- 2 - Christopher Columbus sticht La Isabela.
- 3 - Juw Dekama wordt gekozen tot potestaat van Friesland, maar wordt enkel door de Schieringers erkend.
- 20 - Huwelijk van Ernst van Anhalt en Margaretha van Münsterberg.

maart
- 16 - Maximiliaan I van Habsburg, koning en toekomstig keizer van het Heilige Roomse Rijk, huwt met Bianca Maria Sforza.
- 17 - Begin van de bouw van Fort Santo Tomás op Hispaniola.

april
- 24 - Columbus begint een expeditie westwaarts vanuit Hispaniola. Hij verkent de zuidkust van Cuba en ontdekt op de terugreis Jamaica.

mei
- 11 - Huwelijk van Gioffre Borgia en Sancha van Aragon.
- 12 - Cesare Borgia huwt Charlotte van Albret.

juni
- 7 - Verdrag van Tordesillas: Spanje en Portugal verplaatsen de grens tussen hun invloedssferen westwaarts.

juli
- 22 - Filips de Schone wordt meerderjarig en wordt landsheer van de Nederlanden en doet zijn Blijde Intrede te Mechelen.

september
- september- Karel VIII van Frankrijk trekt over de Montgenèvrepas en valt Italië binnen, hopend zijn aanspraken op het koninkrijk Napels te effectueren, en op aansporen van hertog Ludovico Sforza van Milaan. Begin van de Eerste Italiaanse Oorlog.

november
- 9 - Bij zijn doortocht door Toscane valt hij Florence aan. Piero di Lorenzo de' Medici geeft zich al snel over, en wordt door de bevolking verjaagd.

december
- 31 - Franse troepen trekken Rome binnen.

zonder datum
- De Azteken onderwerpen de Zoque.
- De Azteken veroveren Mitla.
- Johannes Trithemius publiceert zijn grote religieuze bibliografie Scriptoribus Ecclesiasticis.
- Luca Pacioli schrijft Summa de arithmetica, geometrica, proportioni et proportionalita
- Het Peterhof in Novgorod wordt gesloten. De Hanze verlaat de stad.
- Het Zwarte Leger van Hongarije wordt ontbonden.
- Anselmus van Canterbury wordt heilig verklaard.

## Kunst

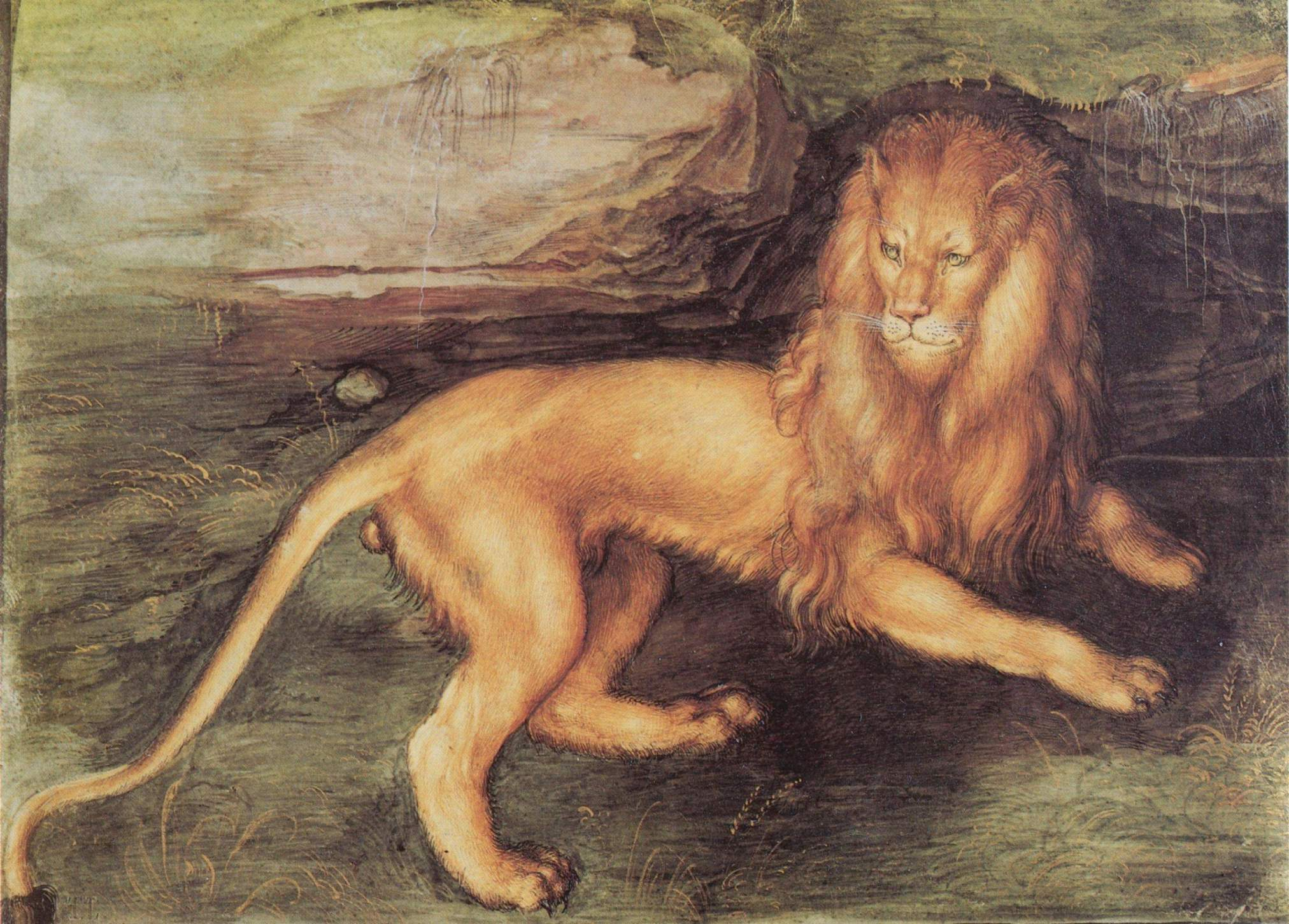
Albrecht Dürer: Leeuw
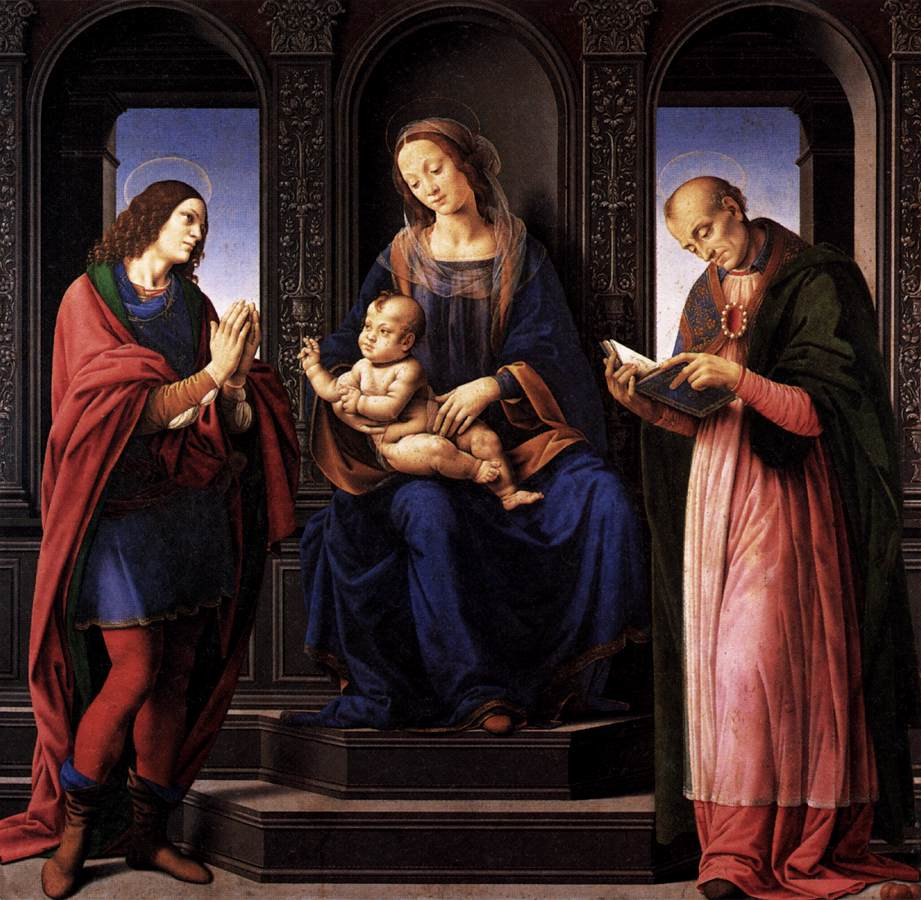
Lorenzo di Credi: Madonna met kind met de heiligen Nicolaas en Julianus
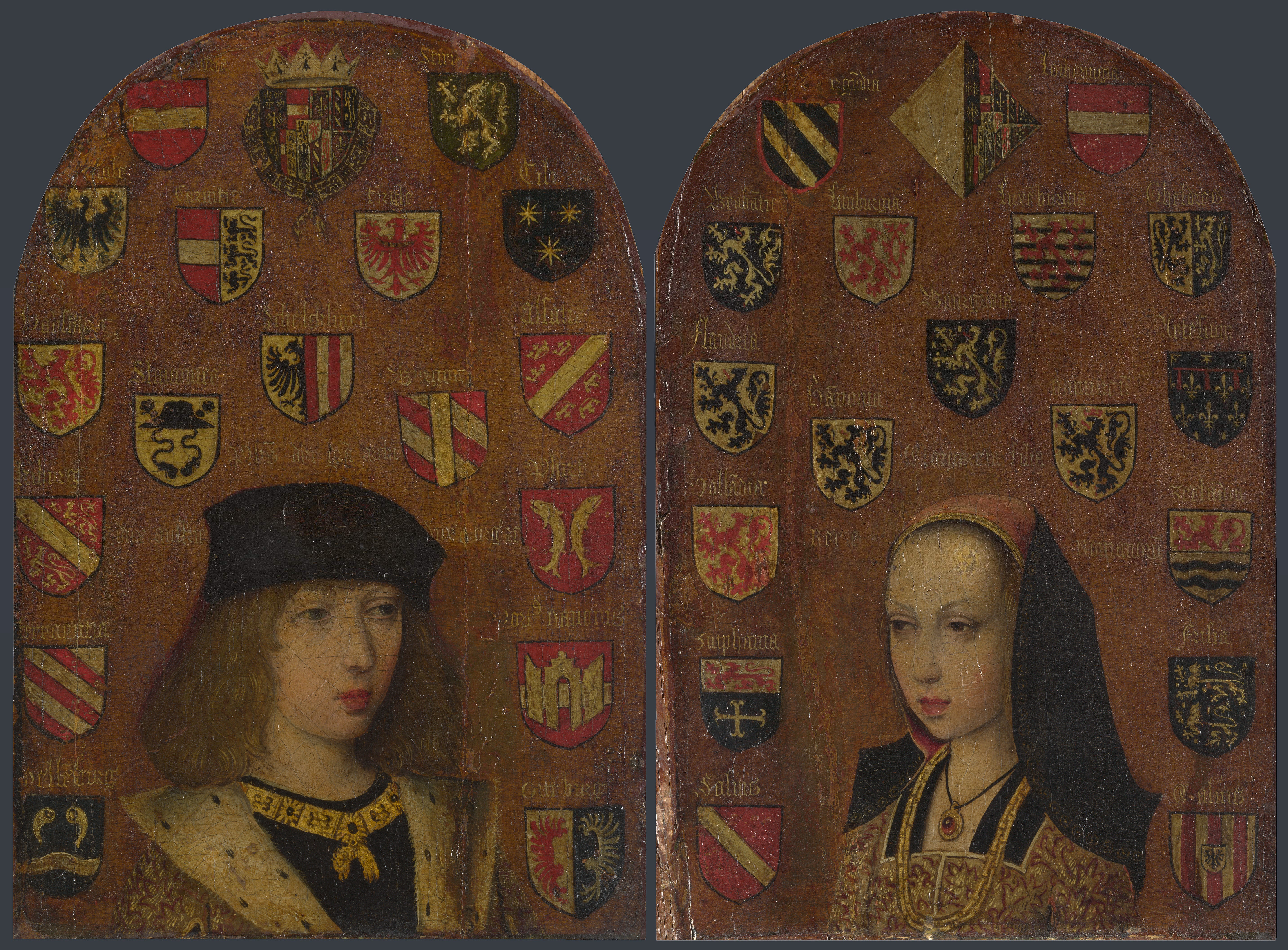
Pieter van Coninxloo: Dyptiek van Filips de Schone en Margaretha van Oostenrijk

## Opvolging
- Generalitat de Catalunya - Joan de Paralta opgevolgd door Francí Vicenç
- Ifriqiya - Abu Yahya Zakariya opgevolgd door Muhammad IV
- Korea - Seongjong opgevolgd door zijn zoon Yeonsangun
- Milaan - Gian Galeazzo Sforza opgevolgd door zijn oom Ludovico Sforza
- Monaco - Lambert opgevolgd door zijn zoon Jan II
- Monferrato - Bonifatius III opgevolgd door zijn zoon Willem IX
- Napels - Ferdinand I opgevolgd door zijn zoon Alfons II
- Nederlanden - Maximiliaan van Oostenrijk opgevolgd door zijn zoon Filips de Schone
- shogun - Ashikaga Yoshitane opgevolgd door Ashikaga Yoshizumi

## Afbeeldingen

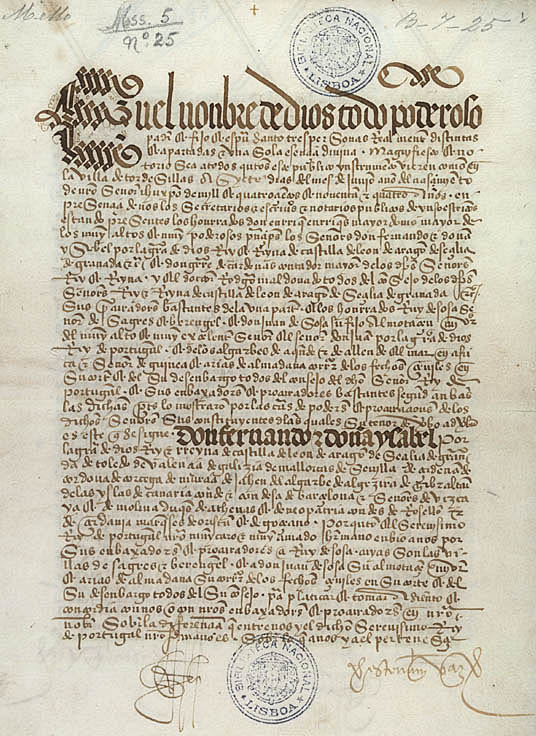
Verdrag van Tordesillas
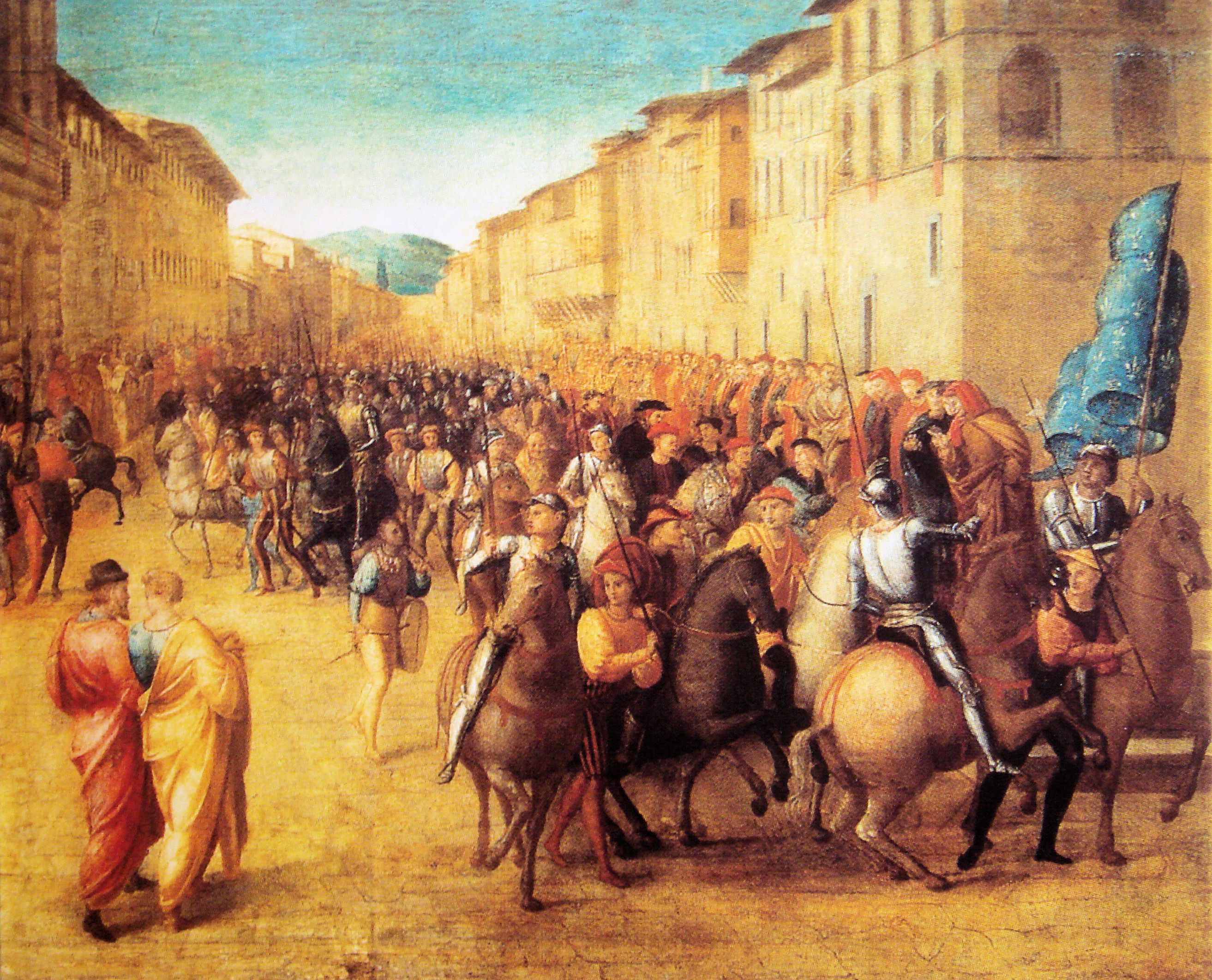
Het Franse leger treedt in in Florence
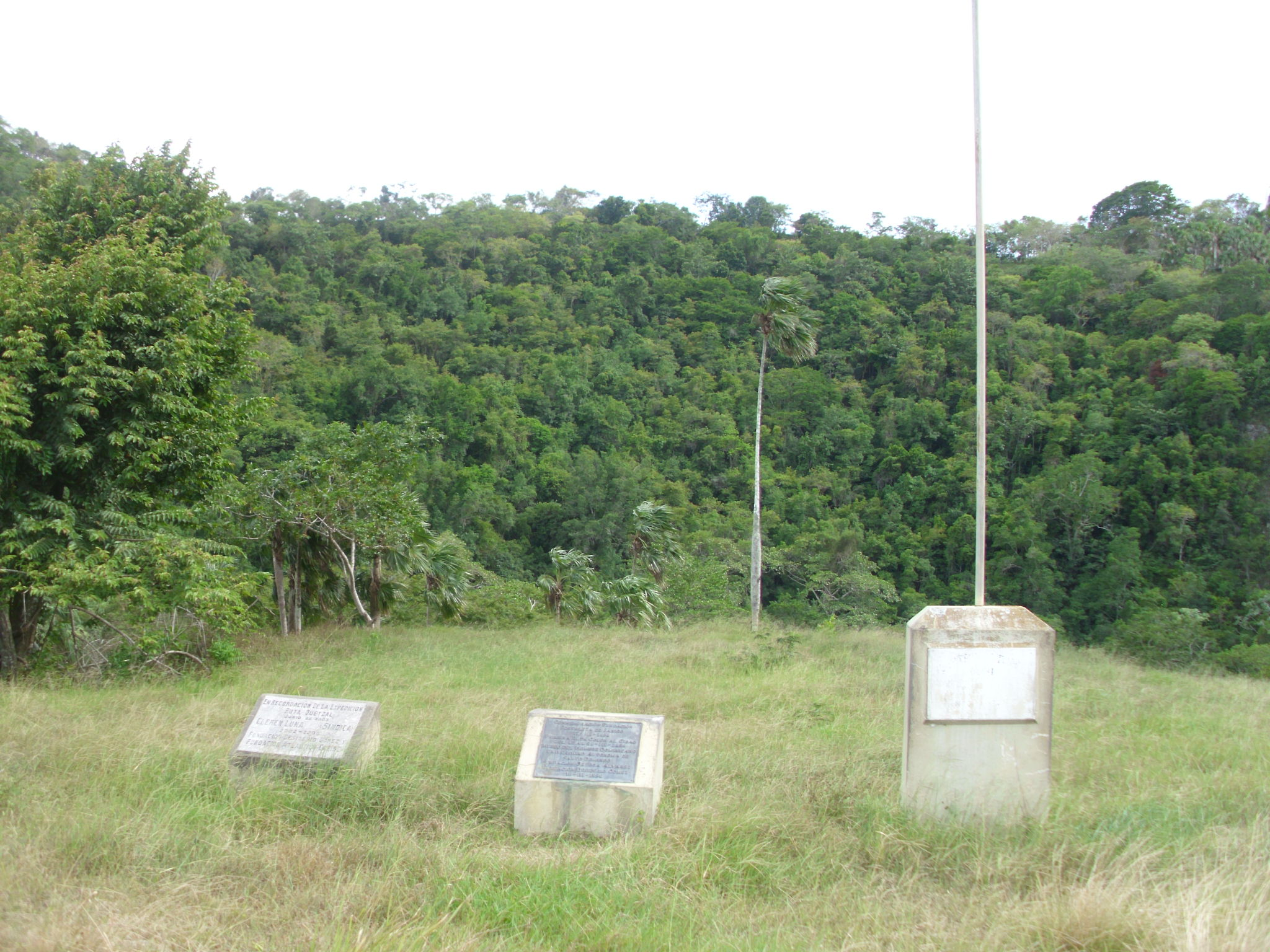
monument bij Fort Santo Tomás
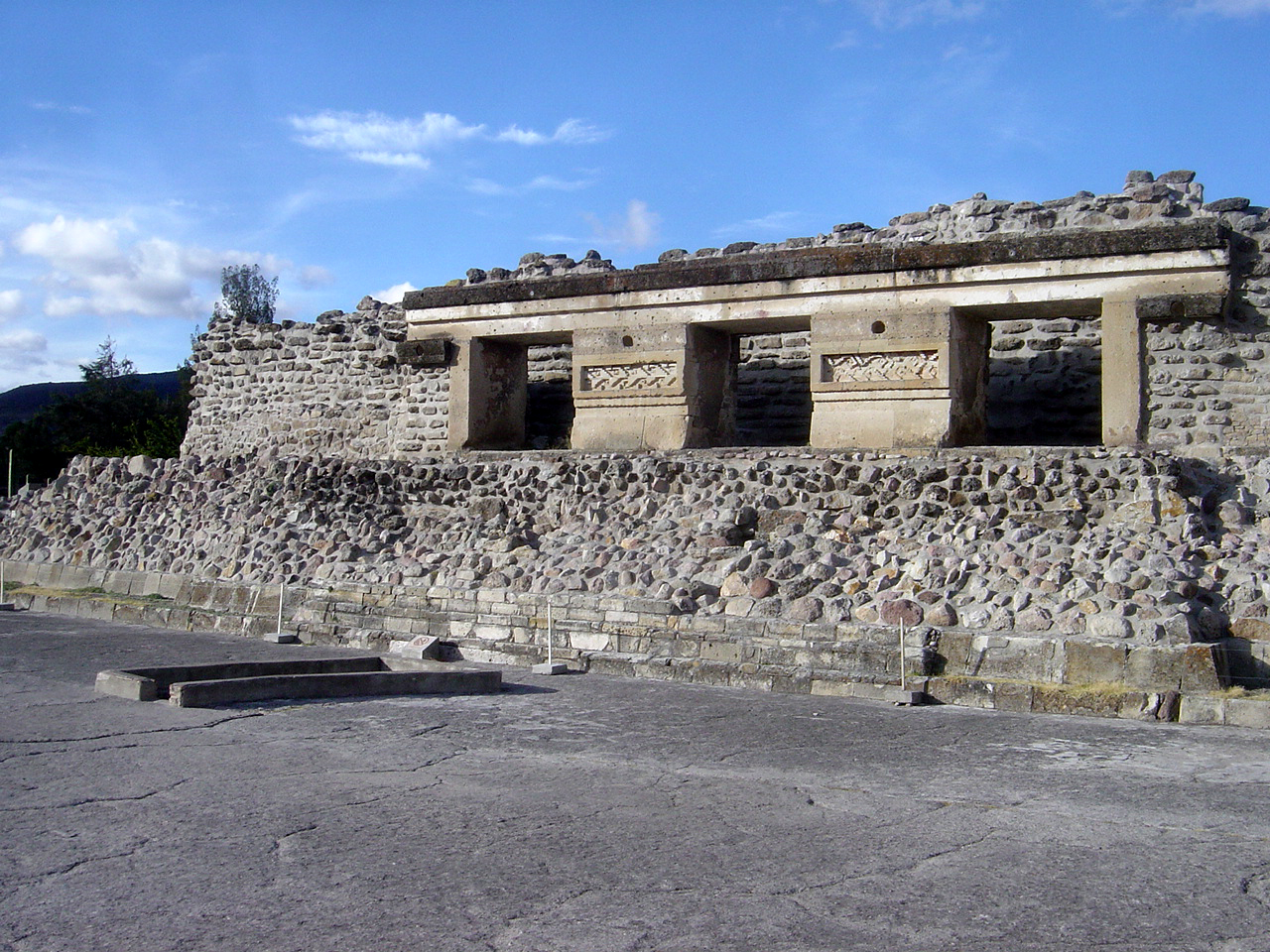
Mitla
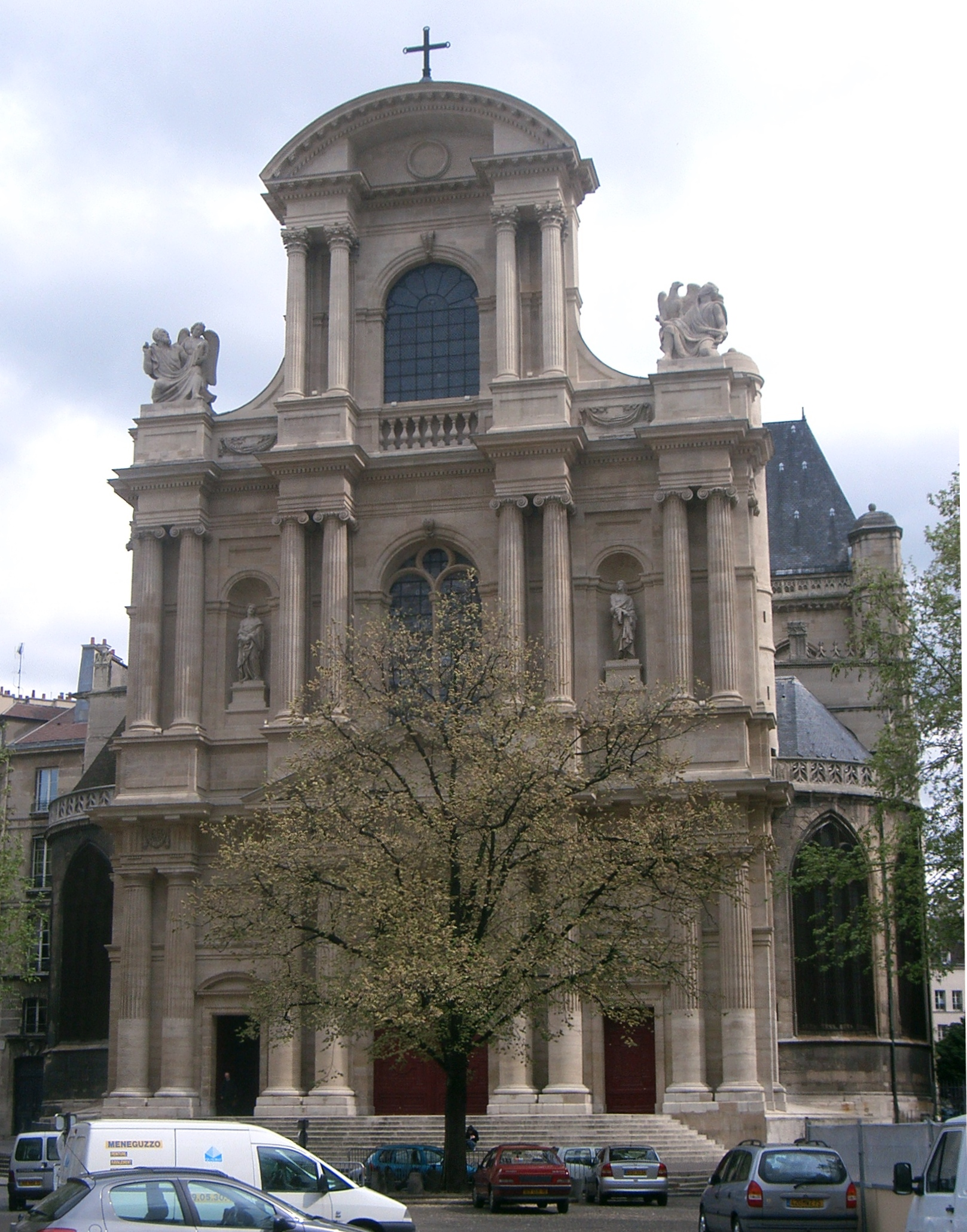
Église Saint-Gervais-Saint-Protais, Parijs, gebouwd 1494
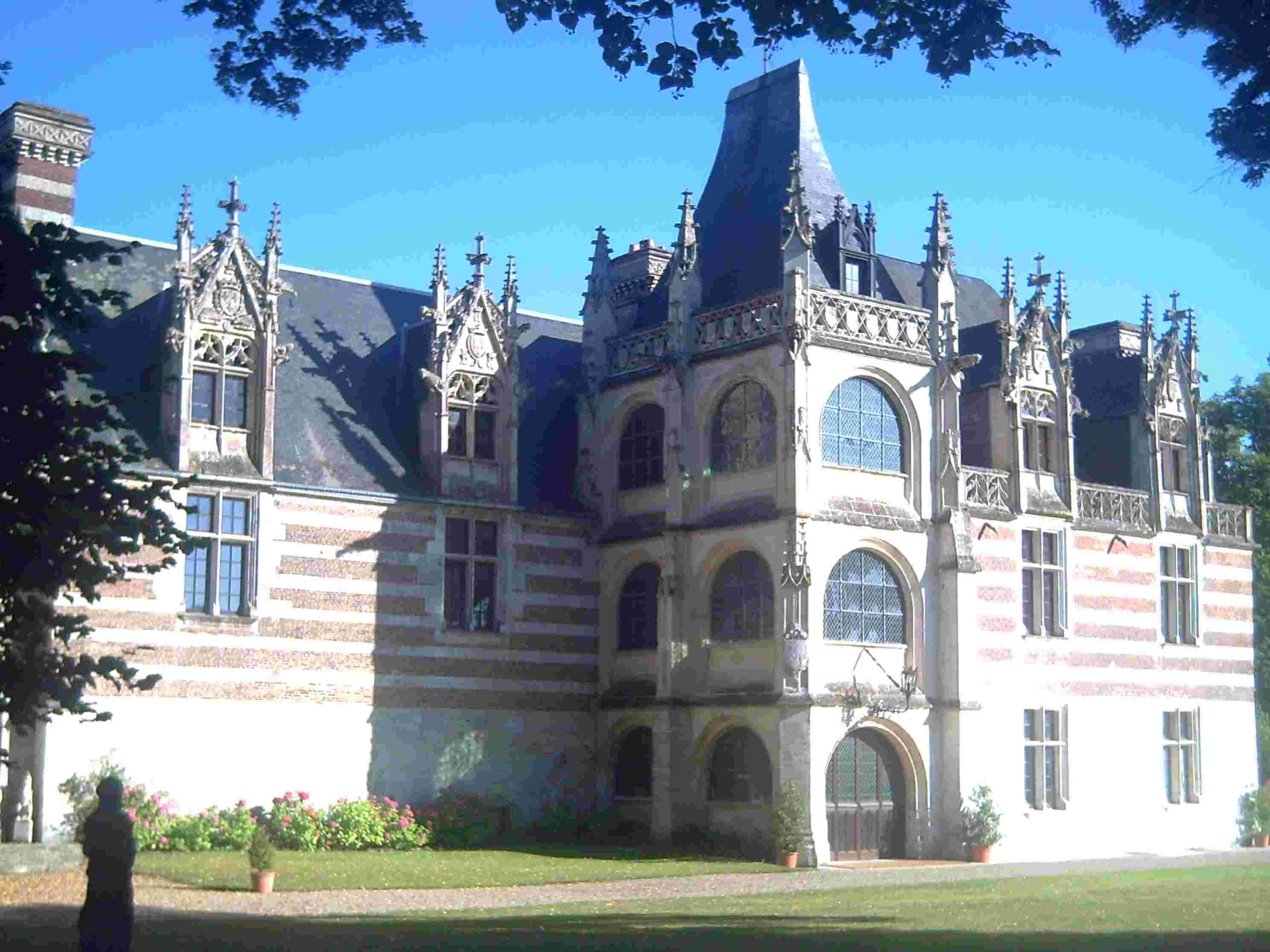
Kasteel van Ételan, gebouwd 1494

## Geboren
- 2 februari - Bona Sforza, echtgenote van Sigismund I van Polen
- 8 maart - Rosso Fiorentino, Italiaans schilder
- 24 maart - Georgius Agricola, Duits wetenschapper
- 24 mei - Jacopo da Pontormo, Florentijns schilder
- rond mei - Lucas van Leyden, Noord-Nederlands kunstenaar
- 11 september - Elisabeth van Brunswijk-Lüneburg, Duits edelvrouw
- 12 september - Frans I, koning van Frankrijk (1515-1547)
- 5 oktober - Jan Adornes, Vlaams politicus
- 31 oktober - Wolfgang van de Palts, Duits edelman
- 5 november - Hans Sachs, Duits dichter en toneelschrijver
- 6 november - Süleyman I, Ottomaans sultan (1520-1566)
- 22 november - George van Brunswijk-Wolfenbüttel, Duits aartsbisschop
- 20 december - Oronce Finé, Frans wiskundige en cartograaf
- 25 december - Antoinette van Bourbon, Frans edelvrouw
- Bachiacca, Italiaans schilder
- Eitel Frederik III van Hohenzollern, Duits edelman
- Jorden van Foreest, Hollands politicus
- Pargali Ibrahim Pasha, Ottomaans staatsman
- Claude de la Sengle, grootmeester van de Maltezer Orde
- Domingo de Soto, Spaans theoloog
- Hans Tausen, Deens theoloog en reformator
- Jean de la Valette, grootmeester van de Maltezer Orde
- Pierre Attaingnant, Frans muziekdrukker (jaartal bij benadering)
- Marco Grimani, Italiaans geestelijke (jaartal bij benadering)
- Robert Rochester, Engels staatsman (jaartal bij benadering)
- William Tyndale, Engels theoloog (jaartal bij benadering)

## Overleden
- 11 januari - Domenico Ghirlandaio (~44), Italiaans schilder
- 28 januari - Ferdinand I (70), koning van Napels (1458-1494)
- 31 januari - Bonifatius III (69), markgraaf van Monferrato (1483-1494)
- maart - Lambert, heer van Monaco (1458-1494)
- 1 augustus - Giovanni Santi, Italiaans schilder
- 11 augustus - Hans Memling, Duits schilder
- 29 september - Angelo Poliziano (40), Italiaans dichter en humanist
- september - Philippe Pot (~66), Bourgondisch edelman
- 21 oktober - Gian Galeazzo Sforza (25), hertog van Milaan (1476-1494)
- 8 november - Melozzo da Forlì (56), Italiaans schilder
- 17 november - Giovanni Pico della Mirandola (31), Italiaans humanist
- 20 december - Matteo Maria Boiardo (~53), Italiaans dichter
- Filips van Crèvecœur (~76), Bourgondisch-Frans militair
- Giovanni III Crispo, hertog van Naxos
- Jan II van Glymes (~77), Zuid-Nederlands edelman
- Seongjong (~39), koning van Korea (1469-1494)
- Theda Ukena, Fries edelvrouw
- Wladislaus van Zator, Silezisch edelman
- Zosimus, metropoliet van Moskou
- Jan IV de Baenst, Vlaams edelman (jaartal bij benadering)